# 主山國家公園
主山國家公園（越南语：／）是越南的國家公園，位於該國南中部，處於寧順省，成立於2003年7月9日，面積299平方公里，有181種鳥類、72種哺乳類等野生動物棲息。